# Sitticus nitidus
Sitticus nitidus är en spindelart som beskrevs av Hu 200. Sitticus nitidus ingår i släktet Sitticus och familjen hoppspindlar. Inga underarter finns listade i Catalogue of Life.